# Acronyches alexanderi
Acronyches alexanderi là một loài ruồi trong họ Asilidae. Acronyches alexanderi được Papavero miêu tả năm 1971. Loài này phân bố ở vùng Tân nhiệt đới.